# Hoplopheonoides obesa
Hoplopheonoides obesa is een vlokreeftensoort uit de familie van de Cyproideidae. De wetenschappelijke naam van de soort is voor het eerst geldig gepubliceerd in 1956 door Clarence Raymond Shoemaker.